# Zinaída Samsonova
Zinaida Samsonova (em russo:  Зинаида Самсонова; Moscou, 14 de outubro de 1924 - Holma, 27 de janeiro de 1944) foi uma sargento sênior no 667º Regimento de Infantaria da 218ª Divisão de Infantaria do 47º Exército na Frente de Voronezh durante a Segunda Guerra Mundial. Ela foi morta em combate em 27 de janeiro de 1944 por um atirador alemão na ofensiva Kalinkovichi-Mozyr em Gomel e recebeu o título de Heroína da União Soviética em 3 de junho de 1944.

## Vida civil
Samsonova nasceu em 14 de outubro de 1924 em uma família russa no governo de Moscou; o pai dela trabalhava como ferreiro. No início dos anos 1930, a família mudou-se para a cidade de Kolychevo em Yegoryevsk. Depois de se formar na escola secundária em 1939 e completar seu treinamento na Escola Médica de Yegoryevsky em agosto de 1942, Samsonova trabalhou como enfermeira em uma casa para deficientes até 1941, quando foi transferida para um emprego de construção após o início da Segunda Guerra Mundial.

## Carreira militar
Samsonova entrou para o Exército Vermelho em outubro de 1942, depois de concluir a faculdade de medicina e deixar o trabalho de construção. Ela foi designada para o 667º Regimento de Infantaria como parte do serviço médico. Em sua carreira, ela lutou nas frentes de Stalingrado e Voronezh e nas batalhas de Stalingrado e Kursk. Ela era bem conhecida entre seus pares por sua bravura após o avanço para a ponte de Bukrin na Batalha do Dnieper, em 24 de setembro de 1943, na qual ela foi uma das primeiras a atravessar e manter uma cabeça de ponte. Nessa batalha, ela faz parte do primeiro grupo de desembarque e, durante a apreensão, matou três soldados alemães. Entre 26 e 27 de setembro, sob um pesado fogo inimigo, ela evacuou mais de 30 soldados feridos para a margem esquerda. Em um tiroteio em 27 de setembro durante a noite, ela se juntou ao resto das tropas em um contra-ataque às forças alemãs, operando um fuzil automático e granadas de mão na batalha.
Durante sua carreira, ela participou de inúmeras batalhas como parte da Batalha por Dnieper, incluindo batalhas de Kiev, Zhytomyr e a ofensiva de Zhitomir-Berdichev. Em novembro de 1943, sua unidade foi transferida da Frente Voronezh para a Frente Bielorrussa.
Sua carreira militar foi interrompida quando ela foi morta por um atirador alemão em 27 de janeiro de 1944, enquanto ela estava evacuando um soldado ferido do campo de batalha na ofensiva de Kalinkovichi-Mozyr. Ela foi enterrada em uma vala comum em Azarychy, Gomel, atualmente dentro da Bielorrússia, e recebeu o título de Herói da União Soviética em 3 de junho de 1944 pelo Decreto do Soviete Supremo da URSS.

## Memoriais e dedicatórias
- Um retrato à sua imagem foi exibido em um cartão postal soviético, em parte de uma série de cartões-postais com médicos do sexo feminino que receberam o título de Herói da União Soviética.[4]
- Yulia Drunina, uma de suas colegas que sobreviveram à guerra e se tornou uma celebridade, escreveu um poema sincero intitulado "Zinka" dedicado a Samsonova.[3]
- Várias placas comemorativas e estátuas estão presentes em toda a cidade de Yegoryevsk e na escola de medicina onde estudou.[2]
- Existem várias ruas com seu nome em Yegoryevsk, Rússia e Azarychy, na Bielorrússia.[2]